# Марсе (Шер)
Марсе́ (фр. Marçais) — коммуна во Франции, находится в регионе Центр. Департамент — Шер. Входит в состав кантона Сент-Аман-Монтрон. Округ коммуны — Сент-Аман-Монтрон.
Код INSEE коммуны — 18136.

## География

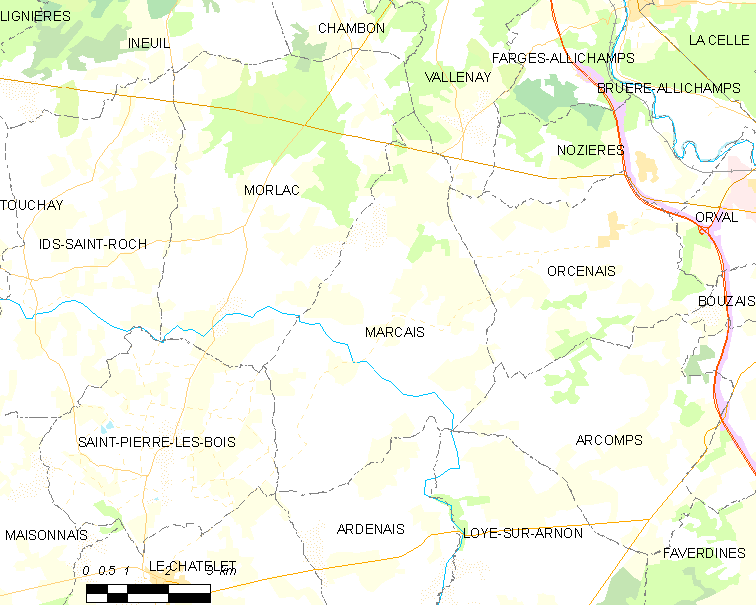
Карта коммуны

Коммуна расположена приблизительно в 240 км к югу от Парижа, в 140 км южнее Орлеана, в 45 км к югу от Буржа.
По территории коммуны протекает река Арнон.

## Население
Население коммуны на 2008 год составляло 307 человек.
| 1962 | 1968 | 1975 | 1982 | 1990 | 1999 | 2008 |
| ---- | ---- | ---- | ---- | ---- | ---- | ---- |
| 437  | 484  | 424  | 372  | 371  | 324  | 307  |

## Экономика
Основу экономики составляет сельское хозяйство.
В 2007 году среди 205 человек в трудоспособном возрасте (15-64 лет) 147 были экономически активными, 58 — неактивными (показатель активности — 71,7 %, в 1999 году было 68,6 %). Из 147 активных работали 124 человека (65 мужчин и 59 женщин), безработных было 23 (6 мужчин и 17 женщин). Среди 58 неактивных 11 человек были учениками или студентами, 18 — пенсионерами, 29 были неактивными по другим причинам.

## Достопримечательности
- Приходская церковь Сен-Морис (XII век)
  - Статуя «Богоматерь с младенцем» (XIV век). Исторический памятник с 1919 года[3]
  - Крест, носимый в крестном ходе (XVI век). Высота — 63 см, ширина — 33 см. Исторический памятник с 1892 года[4]
- Замок Мот (XV век)